# Clethra acuminata
Clethra acuminata är en tvåhjärtbladig växtart som beskrevs av André Michaux. Clethra acuminata ingår i släktet Clethra och familjen Clethraceae. Inga underarter finns listade i Catalogue of Life.
Artens utbredningsområde anges som Nordamerika.

## Bildgalleri

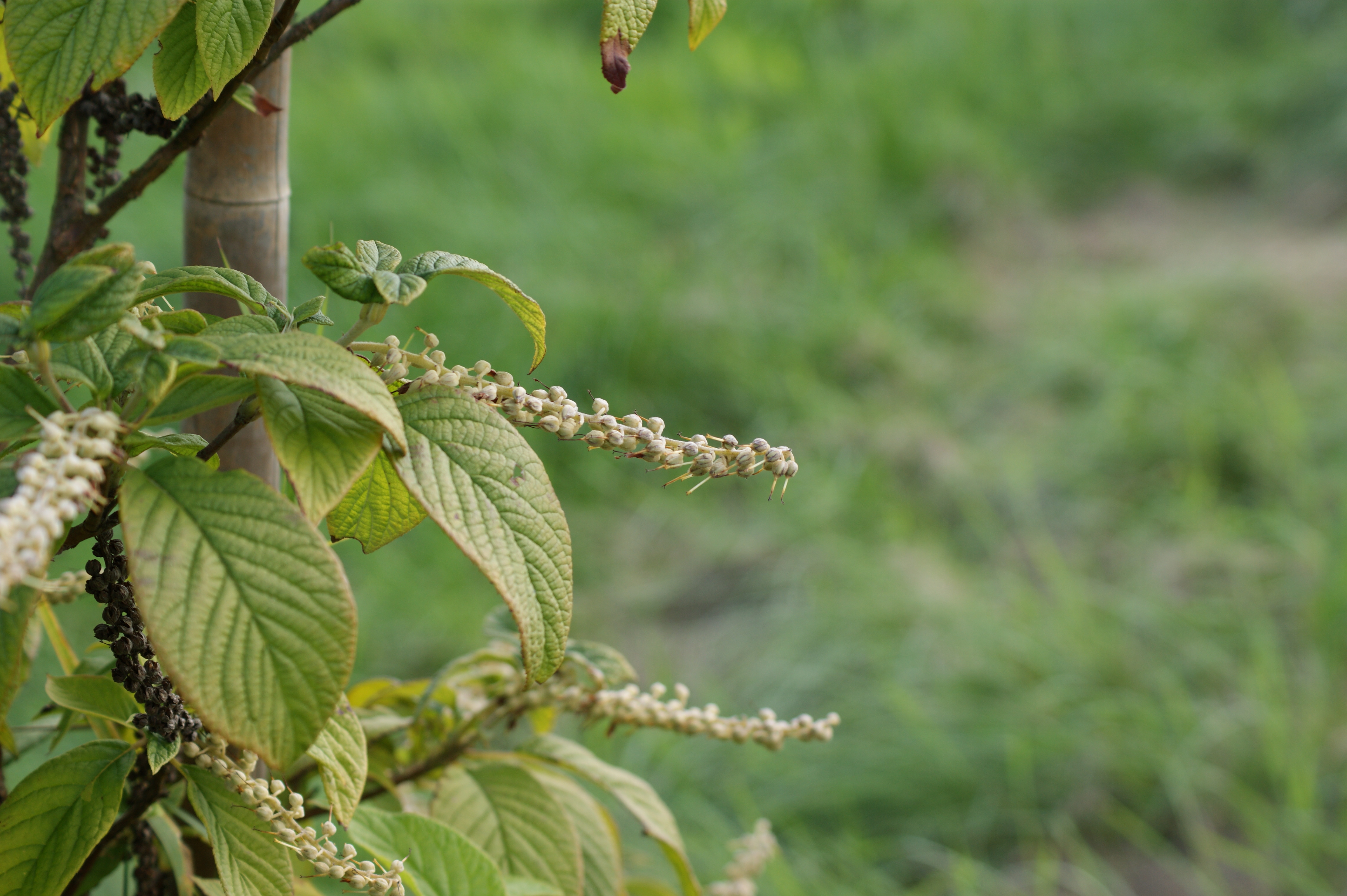
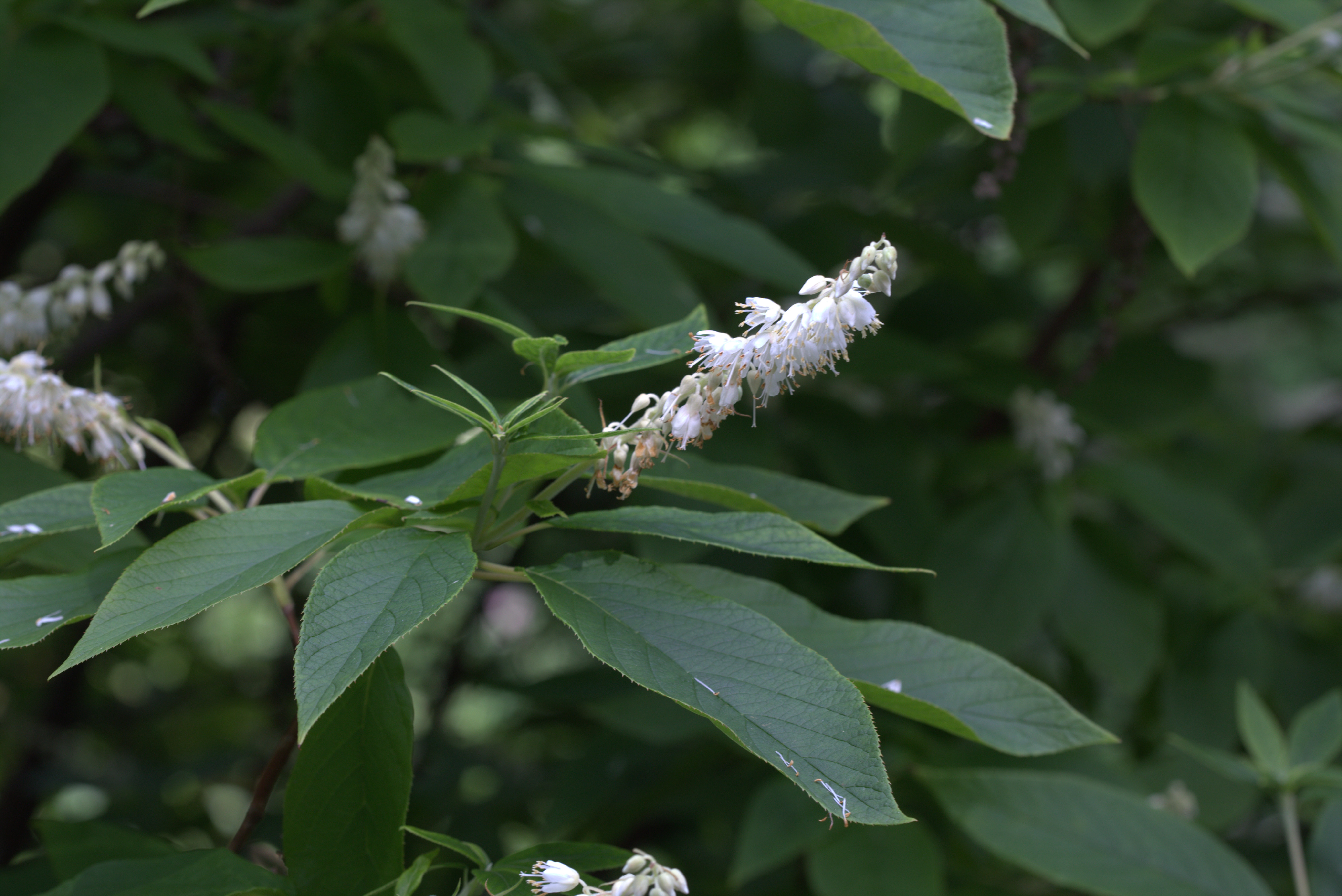